# Brian Redman
Brian Herman Thomas Redman (Lancashire, Engleska, 9. ožujka 1937.) je bivši britanski vozač motociklističkih i automobilističkih utrka.